# سرافرازانه (ترانه جان بون جووی)
«سرافرازانه» (به انگلیسی: Blaze of Glory) ترانه‌ای از خواننده/ترانه‌سرای آمریکایی جان بون جووی و یکی از قطعه‌های اولین آلبوم استودیویی او با همین نام است که در سال ۱۹۹۰ منتشر شد. این اولین تک‌آهنگ انفرادی جان بون جووی نیز هست که در زمان انتشارش با استقبال مناسبی روبه‌رو شد. «سرافرازانه» در ایالات متحده صدرنشین سه جدول بیلبورد هات ۱۰۰، مین‌استریم راک بیلبورد و مجلهٔ کَش‌باکس شد.
بون جووی که برای نوشتن ترانهٔ اصلی فیلم اسلحه‌های جوان ۲ انتخاب شده بود در ابتدا قطعهٔ «سرافرازانه» را نوشت و در پی آن یک آلبوم کامل شکل گرفت. او در ضبط «سرافرازانه» و دیگر قطعه‌های این آلبوم از هم‌گروهی‌هایش در بون جووی کمک نگرفت و در عوض با اسطوره‌های دوران نوجوانی‌اش هم‌چون جف بک همکاری کرد که سولوی گیتار این قطعه را هم او نواخته‌است.

## موقعیت در جدول‌های فروش موسیقی
| چارت (۱۹۹۰)                           | بالاترین جایگاه |
| ------------------------------------- | --------------- |
| استرالیا (ای‌آرآی‌ای)                   | ۱               |
| اتریش (او۳ تاپ ۴۰ اتریش)              | ۲               |
| بلژیک (اولتراتاپ ۵۰ فلاندرز)          | ۲۱              |
| بلژیک (تاپ ۴۰ فلاندرز)                | ۱۳              |
| تک‌آهنگ‌های برتر کانادا (آرپی‌ام)        | ۱               |
| اروپا (یوروچارت هات ۱۰۰)              | ۱۵              |
| فنلاند (جدول‌های رسمی فنلاند)          | ۲               |
| ایرلند (ایرما)                        | ۳               |
| هلند (۴۰ آهنگ برتر)                   | ۱۸              |
| هلند (۱۰۰ تک‌آهنگ برتر)                | ۱۶              |
| نیوزیلند (ریکوردد میوزیک ان‌زد)        | ۱               |
| نروژ (وی‌جی-لیستا)                     | ۳               |
| سوئد (فهرست برترین‌های سوئد)           | ۳               |
| سوئیس (شوایزر هیت‌پاراد)               | ۵               |
| تک‌آهنگ‌های بریتانیا (اوسی‌سی)           | ۱۳              |
| بیلبورد هات ۱۰۰ ایالات متحده          | ۱               |
| راک جریان اصلی ایالات متحده (بیلبورد) | ۱               |
| ایالات متحده. مجلهٔ کَش‌باکس             | ۱               |
| آلمان غربی (جدول‌های رسمی آلمان)       | ۱۶              |

| چارت (۲۰۰۷)                             | بالاترین جایگاه |
| --------------------------------------- | --------------- |
| ترانه‌های دیجیتال ایالات متحده (بیلبورد) | ۴۵              |

| چارت (۱۹۹۰)                        | جایگاه |
| ---------------------------------- | ------ |
| استرالیا (ARIA)                    | ۲۰     |
| اروپا (یوروچارت هات ۱۰۰)           | ۶۶     |
| آلمان (جی‌اف‌کی انترتینمنت چارتس)    | ۸۷     |
| نیوزیلند (انجمن صنعت ضبط نیوزیلند) | ۴      |
| سوئیس (جدول موسیقی سوئیس)          | ۲۲     |
| ایالات متحده بیلبورد هات ۱۰۰       | ۱۰     |
| ایالات متحده مجلهٔ کَش‌باکس           | ۵      |